# Jorge Salcedo
Jorge Salcedo (Buenos Aires, Argentina; 6 de febrero de 1915-Idem; 12 de abril de 1988) fue un primer actor de radio, cine, fotonovelas y televisión argentino

## Actividades artísticas
De joven trabajó en el comercio, para luego dedicarse a la actuación. Durante muchos años actuó en radioteatro encabezando ciclos con distintas actrices, entre ellas Julia Sandoval, quien fue su primera esposa, Elcira Olivera Garcés y Nora Cullen. Con Luisa Vehil encabezó el elenco que en 1974 realizaba el radioteatro «La Trampa» por LR4 Splendid. Trabajó en cine con los más prestigiosos directores a lo largo de casi cuarenta años desde su debut en «Mi amor eres tú» de 1941 dirigido por Manuel Romero. Su labor consagratoria fue el protagónico de «Apenas un Delincuente», de Hugo Fregonese (1949), que incidió en el tipo de personajes que encarnó en su larga filmografía: hombres urbanos, recios y poco afectos a expresar sus emociones. También se desempeñó en la televisión, recordándose el programa «El Teatro de Jorge Salcedo», con libretos de Adellach, Lizarraga y otros, en el cual el actor encarnaba semana a semana personajes con distinta profesión. 
Salcedo recibió el premio Cóndor de Plata de 1965 al mejor actor por su protagónico en «Mujeres perdidas», y en 1966 por su labor en «Orden de matar».  
Realizó una amplia labor gremial y fue presidente reelecto de la Asociación Argentina de Actores durante la década del '70.  
Se casó con la modelo Silvia Krsul, con la que tuvo dos hijos: Rossina Sylvia Codicimo, nacida el 14 de octubre de 1970 y Jorge Hernán Codicimo, nacido el 14 de febrero de 1973. 
La estrecha amistad entre Salcedo y Pipo Mancera, hizo que la pareja eligiera su programa "Sábados Circulares" (el de mayor audiencia de la época) para presentar sus hijos al público.  
Falleció en Buenos Aires el 12 de abril de 1988 a los 73 años de edad víctima de una neumopatía aguda. En la década de 1960 tuvo una sonada relación con Edda Vermond. Sus restos fueron inhumados en el Panteón de la Asociación Argentina de Actores del Cementerio de la Chacarita. En el año 2003 y sin autorización de ninguno de sus familiares, fueron incinerados y sus cenizas depositadas en fosa común.

## Filmografía
- El diablo metió la pata (1980) dir. Carlos Rinaldi.
- Los drogadictos (1979) dir. Enrique Carreras.
- Los superagentes y el tesoro maldito (1978) dir. Adrián Quioga (Mario Sabato)
- Los chantas (1975) dir. José A. Martínez Suárez.
- Mi hijo Ceferino Namuncurá (1972) dir. Jorge Mobaied
- Un guapo del 900 (1971) dir. Lautaro Murúa.
- Los psexoanalizados o Los neuróticos (1971) dir. Héctor Olivera.
- La buscona (1970) dir. Emilio Gómez Muriel.
- El sátiro (1970) dir. Kurt Land.
- Amalio Reyes, un hombre (1970) dir. Enrique Carreras.
- Los hinchas o Pasión futbolera (1970) dir. Emilio Ariño.
- Cautiva en la selva (1969) dir. Leo Fleider.
- El andador (1967) dir. Enrique Carreras.
- Cuando los hombres hablan de mujeres (1967) dir. Fernando Ayala.
- El derecho de nacer (1966) dir. Tito Davison (México).
- Hotel alojamiento (1966) dir. Fernando Ayala.
- Ritmo nuevo y vieja ola (1965) dir. Enrique Carreras.
- Los hipócritas (1965) dir. Enrique Carreras.
- El reñidero (1965) dir. René Mugica.
- Orden de matar (1965) dir. Román Viñoly Barreto.
- Mujeres perdidas (1964) dir. Rubén W. Cavallotti.
- Los evadidos (1964) dir. Enrique Carreras.
- Un viaje al más allá (1963) dir. Enrique Carreras.
- Los viciosos (1962) dir. Enrique Carreras.
- Vacaciones en la Argentina (1960) dir. Guido Leoni.
- El crack (1960) dir. José A. Martínez Suárez
- La madrastra (1960) dir. Rodolfo Blasco.
- El cerco (1959) (inédita) dir. Claude Boissol.
- La venenosa (1958) dir. Miguel Morayta Martínez.
- Edad difícil (1956) dir. Leopoldo Torres Ríos.
- Para vestir santos (1955) dir. Leopoldo Torre Nilsson.
- El barro humano (1955) dir. Luis César Amadori.
- Rescate de sangre (1952) dir. Francisco Mugica.
- Mi noche triste (1952) dir. Lucas Demare.
- Llévame contigo (1951) dir. Juan Sires.
- Edición Extra (1949) dir. Luis José Moglia Barth.
- Corrientes... calle de ensueños! (1949) dir. Román Viñoly Barreto.
- Apenas un delincuente (1949) dir. Hugo Fregonese.
- Don Juan Tenorio (1949) dir. Luis César Amadori.
- Porteña de corazón (1948) dir. Manuel Romero.
- El hombre que amé (1947) dir. Alberto de Zavalía.
- La mujer más honesta del mundo (1947) dir. Leopoldo Torres Ríos.
- Un atardecer de amor (1943) dir. Rogelio Geissmann.
- La guerra la gano yo (1943) dir. Francisco Mugica.
- El espejo (1943) dir. Francisco Mugica.
- El pijama de Adán (1942) dir. Francisco Mugica.
- Embrujo (1941) (no acreditado) dir. Enrique T. Susini.
- Los martes, orquídeas (1941) (no acreditado)  dir. Francisco Mugica.
- Mi amor eres tú (1941) (no acreditado) dir. Manuel Romero.

## Televisión
- 1972: Alta comedia, en el episodio Vanina Vanini.
- 1966: Alias Buen Mozo.
- 1963: Avenida de mayo de 1963.
- 1963: Teleteatro, en el episodio Provocar a Dios, con Inés Moreno y Pedro Buchardo.

## Fotonovelas
- Almas marcadas con Graciela Borges.